# Georg von Thurn und Valsassina
Georg von Thurn und Valsassina (Praga, 3 gennaio 1788 – Vienna, 9 febbraio 1866) è stato un generale, diplomatico e nobile austriaco.

## Biografia
Georg von Thurn nacque a Praga, figlio del maggiore generale conte Franz Joseph von Thurn und Valsassina, caduto all'assedio di Giurgiu nel 1790. Nel 1808 decise di intraprendere anch'egli la carriera militare e si unì per questo al battaglione del landwehr di Klagenfurt dove fu promosso tenente. Nella campagna militare del 1809 prestò servizio come capitano e poi lasciò il servizio militare. Nel 1813 si unì nuovamente al 4º battaglione cacciatori come primo tenente e fu assegnato al corpo dei cacciatori quando questo venne organizzato dal feldmaresciallo Franz Philipp Fenner von Fenneberg. Nel 1814 fu assegnato in Italia dove ebbe modo di distinguersi, ricevendo la croce di cavaliere dell'ordine imperiale di Leopoldo.
Nella campagna del 1815 venne posto nello staff del corpo d'armata del generale Adam Albert von Neipperg. Alla testa delle avanguardie, penetrò vittoriosamente a Pesaro il 29 aprile e per questo atto d'arme fu insignito della croce di cavaliere dell'Ordine militare di Maria Teresa. Nel 1816 venne promosso maggiore nel 26º reggimento di fanteria e trasferito a San Pietroburgo come segretario di legazione dell'ambasciata imperiale in Russia. Nel 1818 fu chargée d'affaires imperiale alla corte degli zar e nel 1820 prestò servizio come ambasciatore straordinario alla corte del re del Württemberg. Nel 1825 divenne ufficiale di stato maggiore e nell'estate del 1828 divenne direttore del dipartimento topografico militare in Ungheria. Nell'ottobre del 1829, venne promosso al grado di tenente colonnello e nel 1830 divenne comandante del 49º reggimento di fanteria; il 29 febbraio 1836 venne promosso maggior generale. Nel 1837 divenne generale di brigata in Tirolo, venendo poi trasferito nel 1838 a Graz e nominato feldmaresciallo luogotenente il 21 febbraio 1845. Nel 1845 venne nominato generale di divisione e trasferito a Pest. Nel 1846 fu per breve tempo vice-proprietario e comandante del 34º reggimento di fanteria. L'anno successivo, il 1847, venne nuovamente trasferito a Graz come generale di divisione.

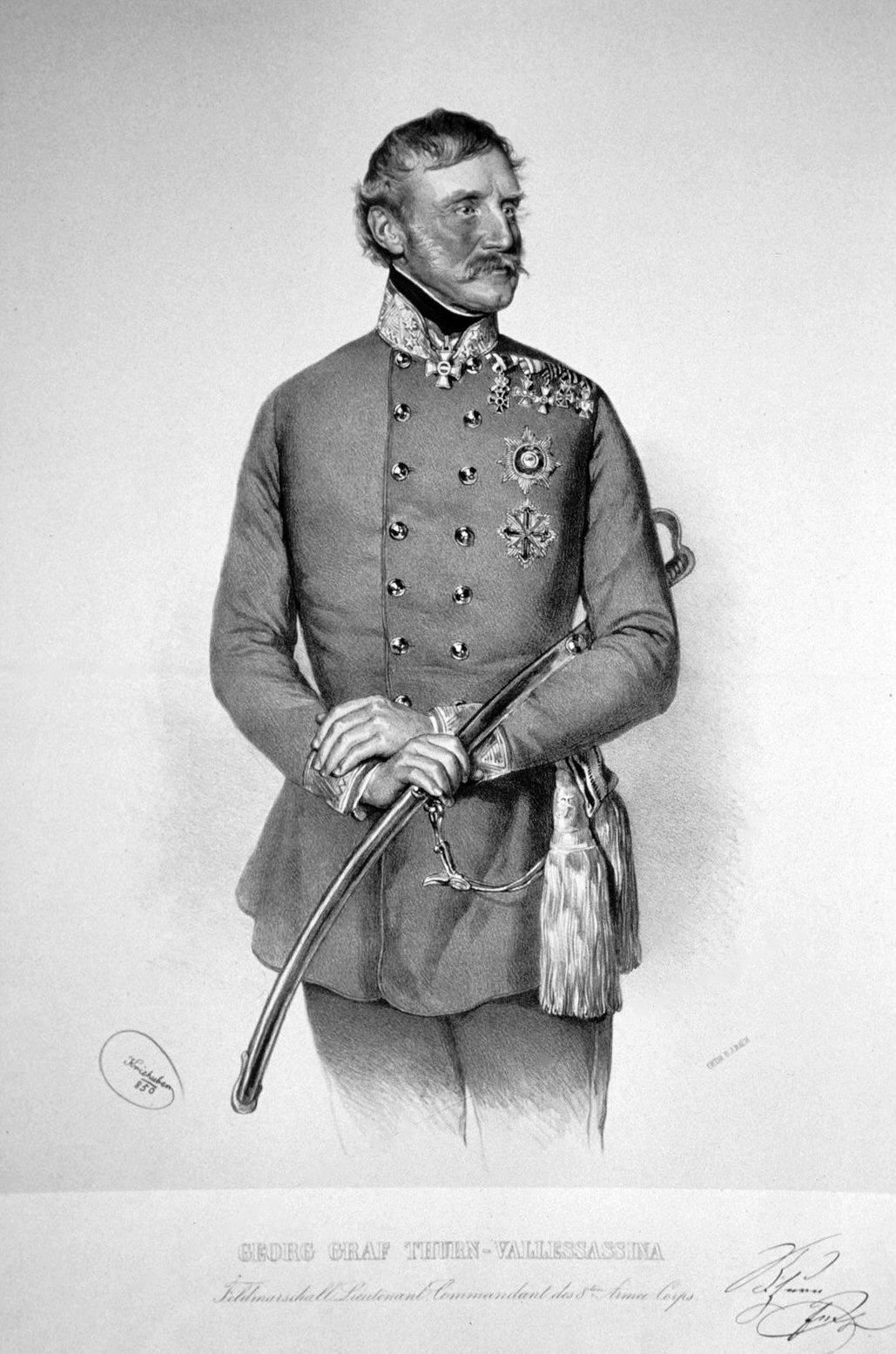
Georg von Thurn und Valsassina in una litografia del 1860 di Josef Kriehuber.

Nell'anno di guerra 1848, rilevò il comando di una divisione del II corpo d'armata di riserva che si trovava sotto il comando del feldzeugmeister conte Laval Nugent von Westmeath e concentrò le sue truppe sull'Isonzo. Quando il generale Nugent avanzò verso Udine attraversando il Tagliamento con l'obbiettivo di unirsi alle forze del feldmaresciallo Radetzky, cadde malato il 17 maggio e consegnò quindi il suo comando al Thurn. Il 18 maggio, Georg iniziò la sua marcia con le sue truppe in direzione di Verona. Il 22 maggio avvenne la prima unione con il grosso dell'esercito a Villanuova e presso San Bonifacio, ma il Thurn venne costretto a ritirarsi verso Vicenza, minacciato dal corpo d'armata del generale Durando. Il 25 maggio tornò a Verona ed assunse il comando di una divisione del I corpo d'armata di riserva sotto il comando generale del feldmaresciallo von Wocher. Il 29 luglio 1848 il conte Thurn rilevò il comando del IV corpo d'armata appena composto, col quale prese parte all'inseguimento delle truppe piemontesi attraverso l'Adige nell'agosto di quello stesso anno. Nel 1850 diede alle stampe un proprio libro di memorie dal titolo "Contributi alla storia della campagna d'Italia del 1848".
Nella campagna militare del 1849 riuscì a condurre il suo corpo d'armata verso nord attraverso l'Agogna in tempo utile, intraprendendo poi un'azione decisiva con la sua divisione al comando del feldmaresciallo Culoz nella Battaglia di Novara. Questo atto d'arme gli valse la croce di commendatore dell'Ordine ,militare di Maria Teresa. Dopo il ritiro di Radetzky dal Piemonte, il corpo d'armata del generale Thurn fu l'ultima grande unità rimasta ad Alessandria a ritirarsi. Assunse quindi il comando del II corpo d'armata di riserva durante l'assedio di Venezia. Il 16 maggio 1849 giunse al quartier generale di Haynau a Papadopoli per assumerne il comando.
Durante il periodo di pace, assunse il comando dell'VIII corpo d'armata e venne nominato comandante militare della regione dell'Austria interna nel 1850. Nel 1851 venne promosso al grado di Feldzeugmeister e nel 1855 divenne presidente dell'Istituto Supremo di Giustizia Militare, ritirandosi il 16 giugno 1860. In riconoscimento dei suoi servizi, venne insignito della gran croce dell'Ordine imperiale di Leopoldo.
Il conte Thurn morì a Vienna nel 1866; le sue spoglie furono trasferite nella cripta di famiglia a Bleiburg, in Carinzia, per la sepoltura .

## Matrimonio e figli
Il conte Thurn sposò la contessa Emilie Chorinsky von Ledske (14 gennaio 1811–14 agosto 1888) il 28 maggio 1833, ed insieme ebbero i seguenti figli:
- Georg Friedrich (29 marzo 1834–2 giugno 1879)
- Anna (19 settembre 1837 – 12 settembre 1864)
- Joseph Rudolf (7 settembre 1839 - 31 agosto 1901)